# Хамчук Петро Михайлович
Хамчук Петро Михайлович (псевдо: «Бистрий», «Старий») (26 липня 1919, с. Великі Чорнокінці, Чортківський район, Тернопільська область  — 21 січня 1947, поблизу смт Коропець, Монастириський район, Тернопільська область) — український військовий та політичний діяч, сотенний сотні «Сірі Вовки», курінний УПА, командир 18-го (Чортківського) ТВ «Стрипа» (05.1945 — 21.01.1947). Лицар Бронзового Хреста Бойової Заслуги та Срібного Хреста Бойової Заслуги 1-го класу.

## Життєпис

### Дитинство. Навчання
Народився 26 липня 1919 року в с. Великі Чорнокінці (нині Чортківського району) Тернопільської області у селянській родині. Початкову школу закінчив у рідному селі, а 7-й клас у Пробіжній. Захоплювався спортом, музикою та співами. У 1938 році, вступає до Чортківської гімназії товариства «Рідна школа» ім. Маркіяна Шашкевича. Після приходу радянської влади гімназія була перетворена в педагогічне училище, де Петро і продовжив своє навчання.

### Служба в Червоній Армії
У 1940 році його призивають до Червоної Армії. Враховуючи його фізичну підготовку та рівень освіти, його посилають до офіцерської школи у Маріуполі. Там він отримує військову нагороду знак «За відмінну стрільбу» зразка 1938 р.

### Німецький полон. Служба в шуцманшафті
У 1941 році, на початку Другої світової війни його направляють на фронт, де він потрапляє до німецького полону. В 1941—1943 роках служить у німецькому шуцманшафті (охоронний військовий відділ) у Білорусі. Ці підрозділи направлялися на боротьбу із радянськими партизанами.

### Боротьба в лавах УПА
В 1943 році втікає із німецького підрозділу і восени йде до лісу, де формує повстанську сотню. Від листопада 1943 р. Петро Хамчук — командир сотні «Сірі вовки».
В грудні 1943 року відбувся перший бій сотні із гітлерівськими військами. Німці були розбиті, полишивши на полі своїх вбитих та поранених, повстанці втратили трьох вояків. Протягом першої половини 1944 року підрозділ «Бистрого» мав регулярні сутички із німецькими військами.
У червні 1944 року відбувся бій з гітлерівцями поблизу затуринських лісів, під час якого було вбито близько 300 німецьких солдат. Після бою у Затуринському лісі Хамчук повів свій курінь через фронт, до тилу радянської армії.
16 серпня 1944 року загін «Бистрого», здійснив напад на радянський гарнізон в с. Пановичі Підгаєцького району. Під час нападу було вбито 60 ворогів, з боку повстанців втрат не було. 26 серпня 1944 року, поблизу с. Ягольниця був розбитий загін НКВС.
У листопаді 1944 року сотня «Бистрого» разом із сотнею «Орли», вирушили у похід на Буковину. Під час переходу сотня мала регулярні сутички із радянськими військами.
У другій половині 1944 р. сотня «Бистрого» виросла до куреня. Зі ступенем старшого булавного від 1945 р. — командир 18-го (Чортківського) ТВ «Стрипа», що належав до третьої воєнної округи УПА «Лисоня».
Протягом лютого 1945 року він очолив атаки на винищувальні батальйони НКВС, які розміщувалися у селах Бариш, Червоноград та Пужники
і складалися переважно з поляків. На думку польського історика Ґжеґожа Мотики, склад кожного гарнізону перевищував 100 осіб, а гарнізон села Бариш «раніше брав участь у багатьох операціях проти УПА на терені всього Бучацького повіту, навіть сусідніх повітів, тому становив реальну загрозу для українських партизанів.» Жертвами з польської сторони стало від 180 до 230 осіб, включно з мирним населенням..
Його дії проти поляків були негативно оцінені КВШ УПА-Захід та ВШВО «Лисоня», що призвело до того, що він не отримав військового підвищення.

### Загибель
За одними даними, загинув П. Хамчук 21 січня 1947 р. на хуторі Діброва поблизу Коропця Монастириського району (пізніше хутір був приєднаний до смт. Коропець). За іншою версією, загинув у листопаді 1948 року на хуторі Вербка поблизу Коропця. Перепохований 12 червня 1994 року у своєму рідному селі Великі Чорнокінці.

## Нагороди
- Згідно з Наказом крайового військового штабу УПА-Захід ч. 17 від 1.01.1946 р. командир тактичного відтинку «Південь» ВО 3 «Лисоня» Петро Хамчук — «Бистрий» відзначений Бронзовим хрестом бойової заслуги УПА.
- Згідно з Постановою УГВР від 7.10.1946 р. та Наказом Головного військового штабу УПА ч. 2/46 від 10.10.1946 р. поручник УПА Петро Хамчук — «Бистрий» відзначений Срібним хрестом бойової заслуги УПА 1 класу.

## Вшанування пам'яті
- 20.11.2017 р. від імені Координаційної ради з вшанування пам'яті нагороджених Лицарів ОУН і УПА у м. Чортків Тернопільської обл. Бронзовий хрест бойової заслуги УПА (№ 023) та Срібний хрест бойової заслуги УПА 1 класу (№  013) передані Ганні Данилишин, сестрі Петра Хамчука — «Бистрого».